# Vulbens
Vulbens – miejscowość i gmina we Francji, w regionie Owernia-Rodan-Alpy, w departamencie Górna Sabaudia.
Według danych na rok 1990 gminę zamieszkiwało 751 osób, a gęstość zaludnienia wynosiła 60 osób/km² (wśród 2880 gmin regionu Rodan-Alpy Vulbens plasuje się na 942. miejscu pod względem liczby ludności, natomiast pod względem powierzchni na miejscu 938.).